# Kvål
Kvål is een plaats in de Noorse gemeente Ringsaker, fylke Innlandet. Kvål telt 246 inwoners (2007) en heeft een oppervlakte van 0,15 km².